# Ориана (имя)
Ориа́на, Ориа́нна или Ориа́н — имя, в основном женское, которое широко распространено в Европе.

## Этимология
Точного происхождения имени не установлено, однако есть несколько теорий. Имя могло произойти:
- От лат. Auriana, женской формой мужского лат. Aurianus, которое в свою очередь произошло от лат. Aurus, от лат. aurum, что переводится как «золото». От этого же слова произошло имя Аура. Эта теория считается этимологами как самая вероятная[1][2][3].
- От лат. Oriens, которое иногда произносилось как «Ориан» или «Ориемс», а иногда писалось как «Ориемс». От этого слова произошло имя Дориан. Это латинское слово, обозначающее восток, что делает имя «Ориана» синонимом слова «Восточная». Также возможна связь с восходом солнца[4].
- От лат. aura, что в переводе означает «бриз».
- От кельтского слова «блондистая» или «золотистая», так как ПИЕ *ori в индоевропейских языках относится к восходу или цвету солнца.
- От др.-греч. Οὐρανός (Уранос), со значением «небо»[3]
- От ивр. אור‎ (or) — «свет» и ивр. ־יהו‎ (yáhu-) — «бог»[5]

В итальянском языке есть мужская версия имени — Ориано.

## Именины
Католические именины имени Ориана празднуют 4 октября, в честь Святой Ауры, жившей в VII веке. Она была первой настоятельницей монастыря Сен-Марсьяль, построенного Святым Элигием в Париже в 633 году. Она правила там в компании нескольких своих монахинь, большинство из которых были бывшими рабынями, освобожденными Дагобертом. Поражённая чумой, Святая Аура умерла, как и сотня её монахинь, в 666 году.
В Венгрии и Польше именины также могут отмечать 7 июня или 17 сентября.

## Распространённость
| Страна         | Количество граждан |
| -------------- | ------------------ |
| Австралия      | 3 779 чел.         |
| Австрия        | 6 264 чел.         |
| Бельгия        | 2 990 чел.         |
| Великобритания | 4 054 чел.         |
| Дания          | 4 130 чел.         |
| Германия       | 6 122 чел.         |
| Ирландия       | 3 828 чел.         |
| Испания        | 3 608 чел.         |
| Канада         | 4 617 чел.         |
| Лихтенштейн    | 1 607 чел.         |
| Нидерланды     | 6 172 чел.         |
| Новая Зеландия | 6 221 чел.         |
| Норвегия       | 4 433 чел.         |
| Португалия     | 5 165 чел.         |
| США            | 3 872 чел.         |
| Финляндия      | 5 071 чел.         |
| Франция        | 3 931 чел.         |
| Швейцария      | 3 746 чел.         |
| Швеция         | 5 013 чел.         |

### Чехия
По данным переписи населения от 1 января 2017 года в Чехии проживало 6 человек с именем Ориана.

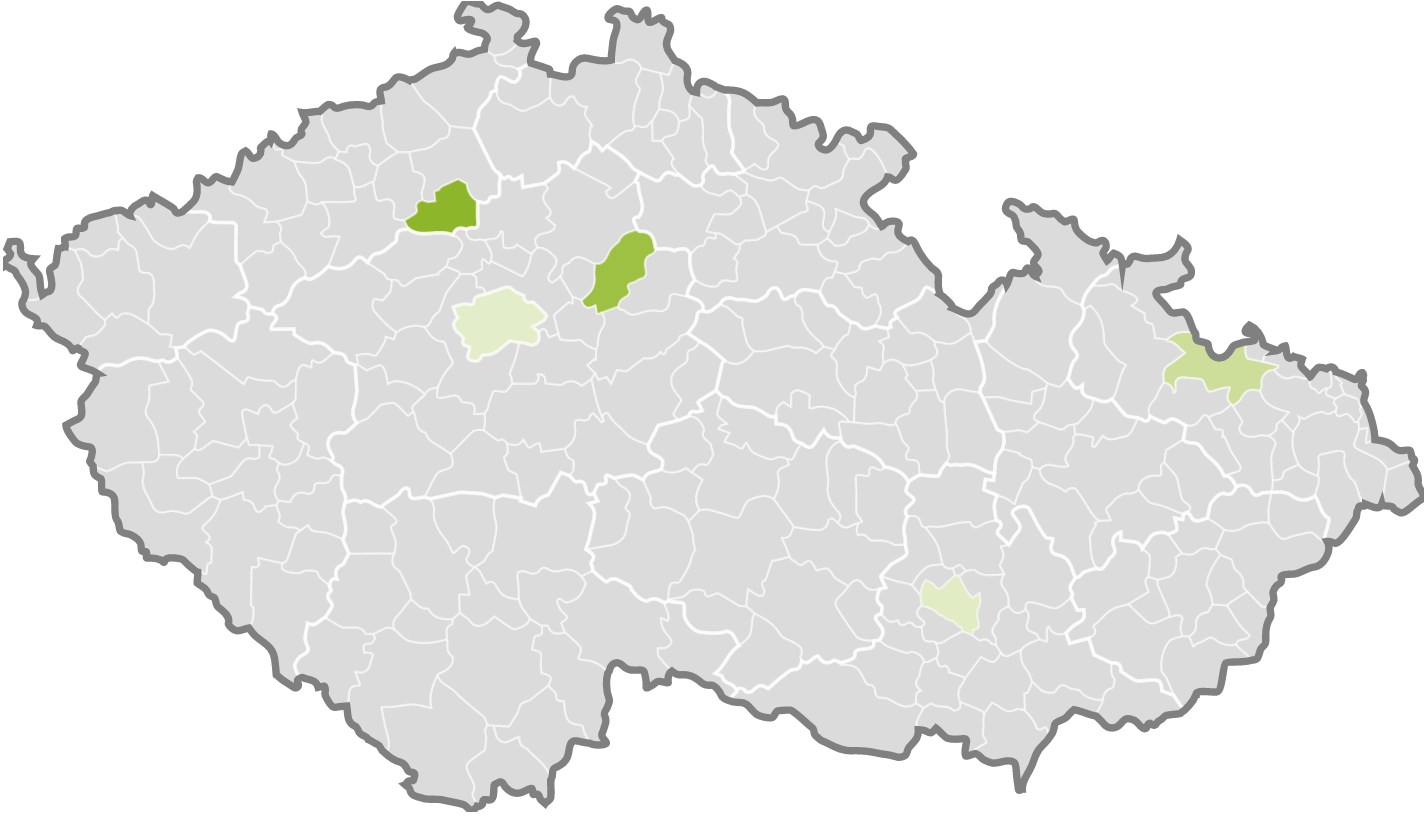
Популярность имени Ориана у граждан Чехии по месту жительства (общины; 2017 год)

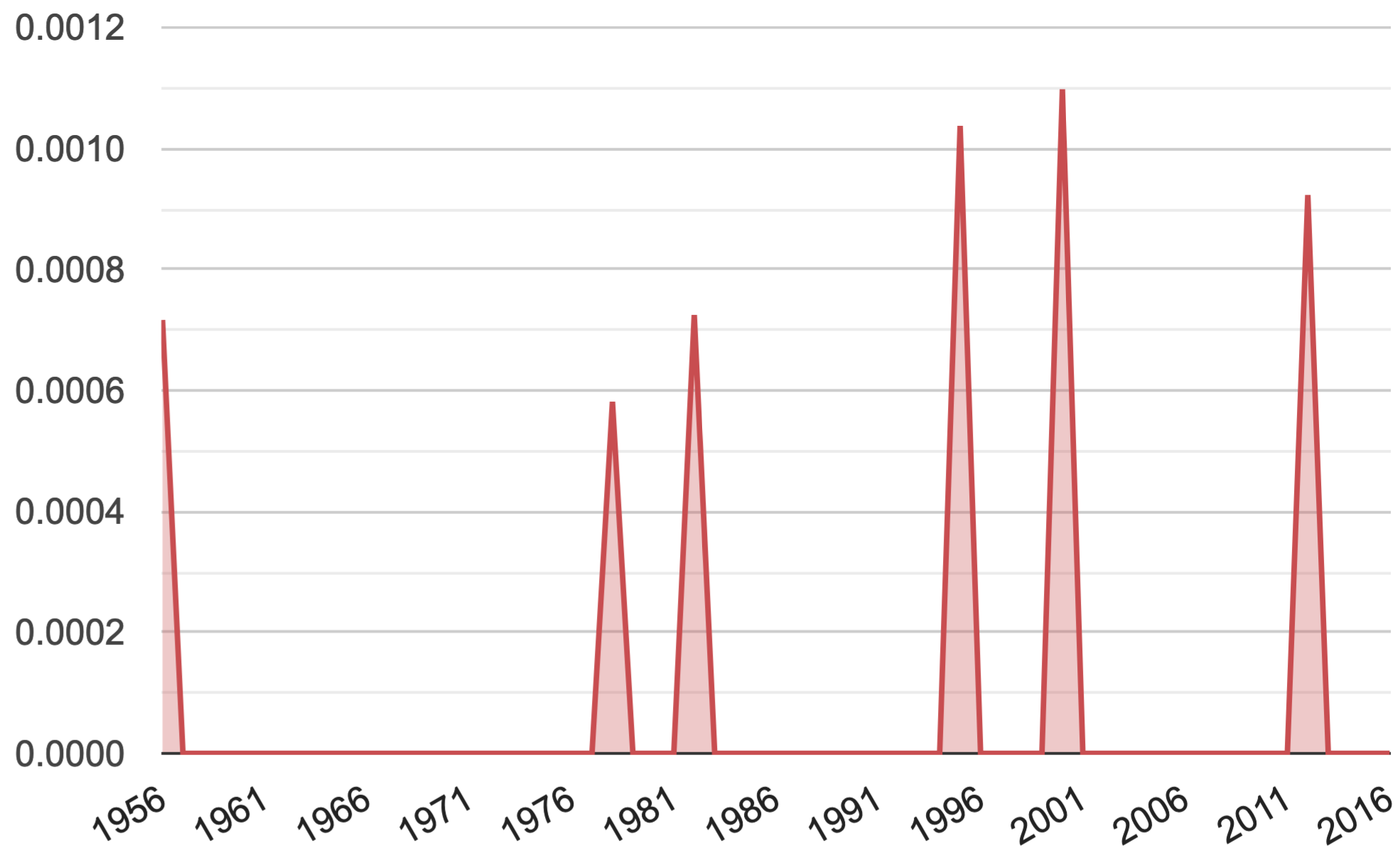
Количество людей, родившихся с именем Ориана, по отношению к общему числу людей, родившихся в данном году во всей Чешской Республике.

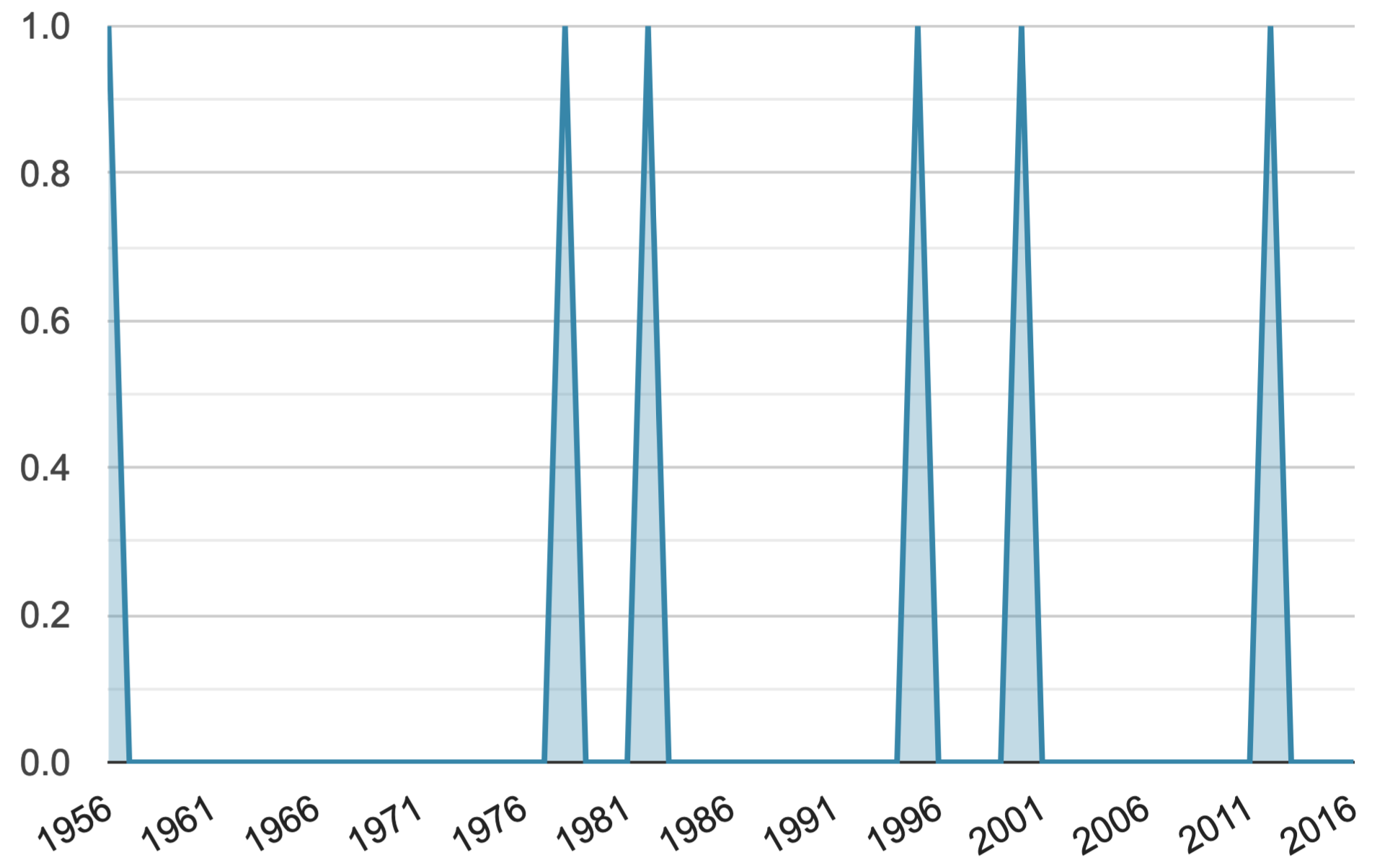
Количество живущих людей с именем Ориана со всей Чешской Республики, родившихся в данном году.

| Община            | Количество граждан |
| ----------------- | ------------------ |
| Брно              | 1 чел.             |
| Нимбурк           | 1 чел.             |
| Опава             | 1 чел.             |
| Прага             | 2 чел.             |
| Руднице-над-Лабем | 1 чел.             |

### США

#### Орианна
В 2020 году имя Орианна стояло на 4041-м месте по популярности среди всех женских имён США. В 2020 году было всего 34 новорожденных девочек по имени Орианна.

#### Ориана
В 2020 году имя Ориана стояло на 2198-м месте по популярности среди всех женских имён США. В 2020 году была всего 81 новорожденная девочка по имени Ориана. В мае 2022 в США проживало 3 872 человека с именем Ориана.

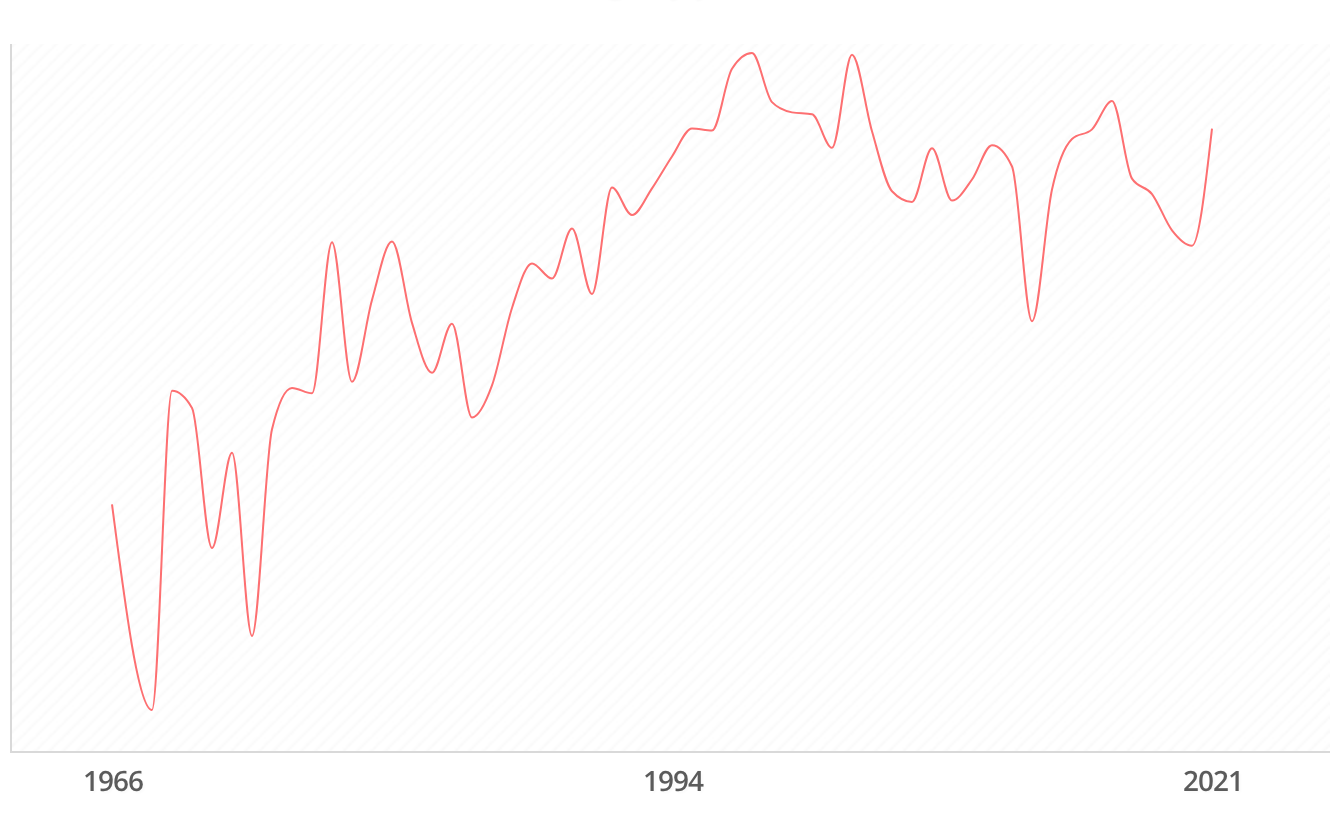
Популярность имени Ориана в США с 1966 по 2021 года

### Франция

#### Ориана
В мае 2022 во Франции проживал 3 931 человек с именем Ориана.

#### Ориан
С 1900 года насчитывается более 8000 француженок, носивших имя Ориан. С начала 1980-х годов имя пользовался всё большей популярностью во Франции. Пик популярности имени пришёлся на 2000 год, когда во Франции родилося 901 ребёнок с таким именем. В 2001 году это число упало до 456. Его использование, хотя и сокращается, делает его довольно распространенным именем в наши дни. В 2014 году имя Ориан занимало 609-е место в списке самых популярных женских имен и 971-е место в рейтинге самых популярных имен во Франции. 

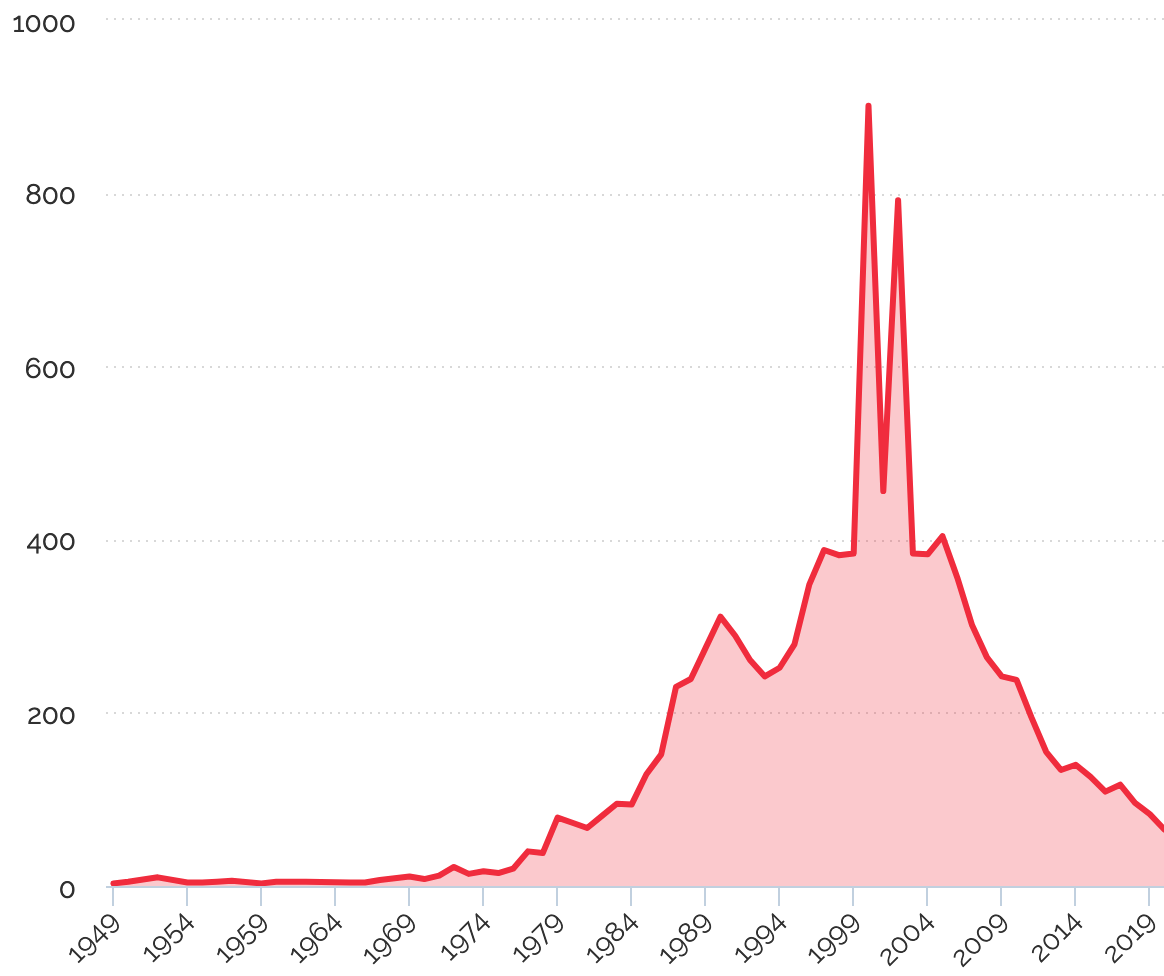
Эволюция рождений детей по имени Ориан c 1949 по 2020

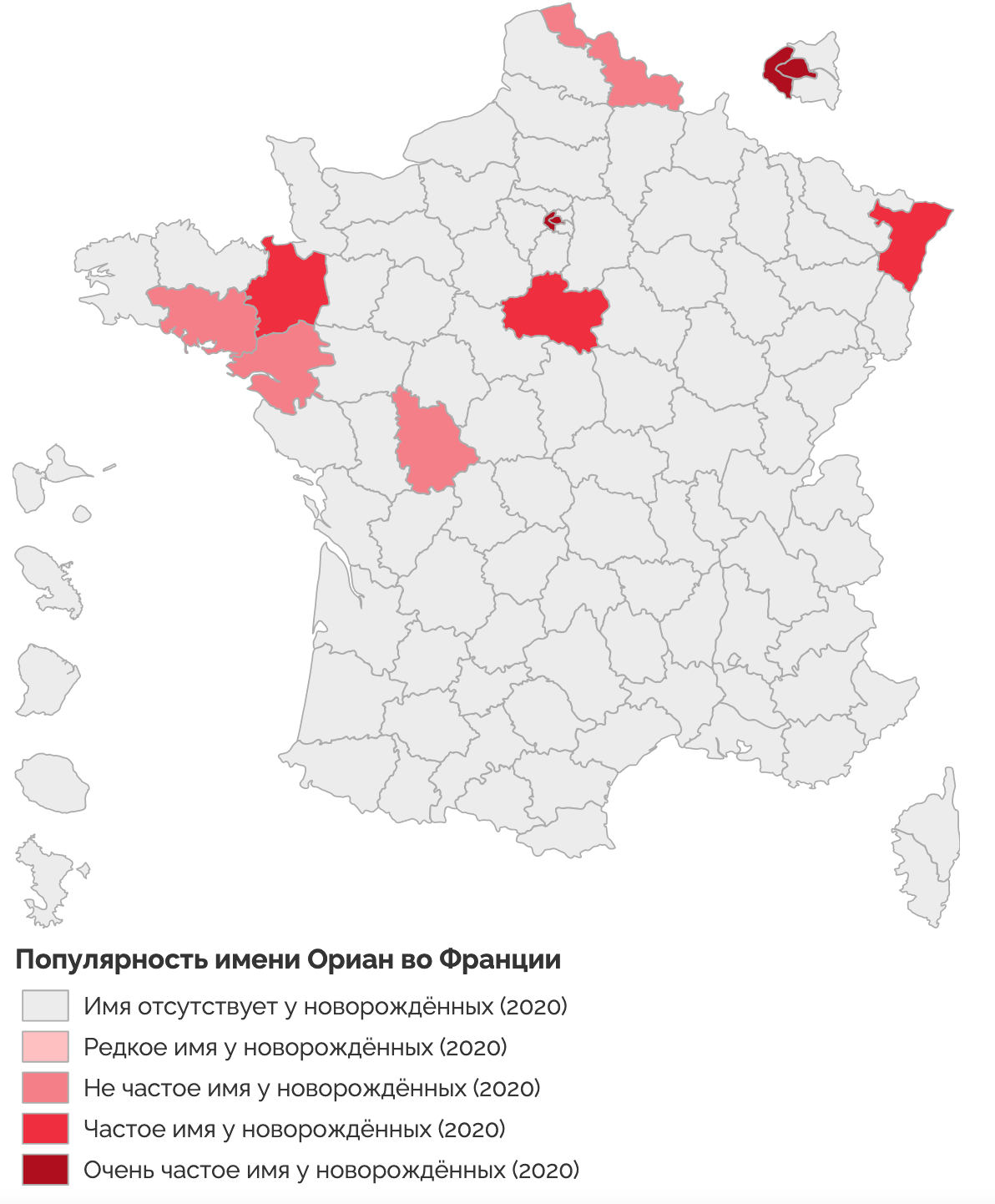
Популярность имени Ориан у новорождённых во Франции по департаментам (2020 год)

| Год  | Количество новорождённых |
| ---- | ------------------------ |
| 1949 | 3                        |
| 1950 | 5↗                       |
| 1952 | 10↗                      |
| 1954 | 4↘                       |
| 1955 | 4→                       |
| 1956 | 5↗                       |
| 1957 | 6↗                       |
| 1959 | 3↘                       |
| 1960 | 5↗                       |
| 1961 | 5→                       |
| 1962 | 5→                       |
| 1965 | 4↘                       |
| 1966 | 4→                       |
| 1967 | 7↗                       |
| 1969 | 11↗                      |
| 1970 | 8↘                       |
| 1971 | 12↗                      |
| 1972 | 22↗                      |
| 1973 | 14↘                      |
| 1974 | 17↗                      |
| 1975 | 15↘                      |
| 1976 | 20↗                      |
| 1977 | 40↗                      |
| 1978 | 38↘                      |
| 1979 | 79↗                      |
| 1980 | 73↘                      |
| 1981 | 67↘                      |
| 1982 | 81↗                      |
| 1983 | 95↗                      |
| 1984 | 94↘                      |
| 1985 | 129↗                     |
| 1986 | 152↗                     |
| 1987 | 230↗                     |
| 1988 | 239↗                     |
| 1989 | 275↗                     |
| 1990 | 311↗                     |
| 1991 | 289↘                     |
| 1992 | 261↘                     |
| 1993 | 242↘                     |
| 1994 | 252↗                     |
| 1995 | 279↗                     |
| 1996 | 348↗                     |
| 1997 | 388↗                     |
| 1998 | 383↘                     |
| 1999 | 384↗                     |
| 2000 | 901↗                     |
| 2001 | 456↘                     |
| 2002 | 792↗                     |
| 2003 | 384↘                     |
| 2004 | 383↘                     |
| 2005 | 404↗                     |
| 2006 | 356↘                     |
| 2007 | 301↘                     |
| 2008 | 264↘                     |
| 2009 | 242↘                     |
| 2010 | 238↘                     |
| 2011 | 195↘                     |
| 2012 | 155↘                     |
| 2013 | 134↘                     |
| 2014 | 140↗                     |
| 2015 | 126↘                     |
| 2016 | 109↘                     |
| 2017 | 117↗                     |
| 2018 | 96↘                      |
| 2019 | 83↘                      |
| 2020 | 65↘                      |

| Департамент         | Количество новорождённых |
| ------------------- | ------------------------ |
| Атлантическая Луара | 3                        |
| Вьенна              | 3                        |
| Морбиан             | 3                        |
| Нор                 | 3                        |
| Иль и Вилен         | 4                        |
| Луаре               | 4                        |
| Нижний Рейн         | 4                        |
| О-де-Сен            | 5                        |
| Париж               | 5                        |

## В литературе
- Ориана Германтская — один из центральных персонажей цикла романов Марселя Пруста «В поисках утраченного времени»;
- Ориана — один из персонажей игры Ведьмак 3: Дикая Охота;
- Ориана — один из персонажей мини-сериала Лабиринт;
- Ориана — ключевой персонаж средневекового романа «Амадис Гальский»;
- Ориана Лоусон — один из персонажей игр Mass Effects 2 и Mass Effects 3;
- Oriana — франко-венесуэльский художественный фильм;
- The Ballad of Oriana — ранняя поэма Альфреда Теннисона.

## Личности
Ориана Бандьера — итальянский экономист;
Ориана Паноццо — австралийская актриса;
Ориана Пулз — английская актриса;
Ориана Рене Смалл — американская порноактриса и режиссёр;
Ориана Фаллачи — итальянская журналистка, писатель и публицист;
Ориана Чивиле — итальянская певица;
Ориана Шейсс — швейцарский спортивный стрелок;
Ориан Алеви — французская радиоведущая;
Ориан Амальрик — французская волейболистка;
Ориан Бертоне — франко-итальянский скалолаз;
Ориан Бондюэль — французская актриса;
Ориан Жанкур Галиньяни — французский журналист;
Ориан Лопез — французский паралимпийский атлет;
Франсуаз Ориан — бельгийская актриса.

## Схожие названия
SS Oriana — британский океанский лайнер;
Бородатка Орианы — морская антарктическая донная рыба.